# Minori Chihara

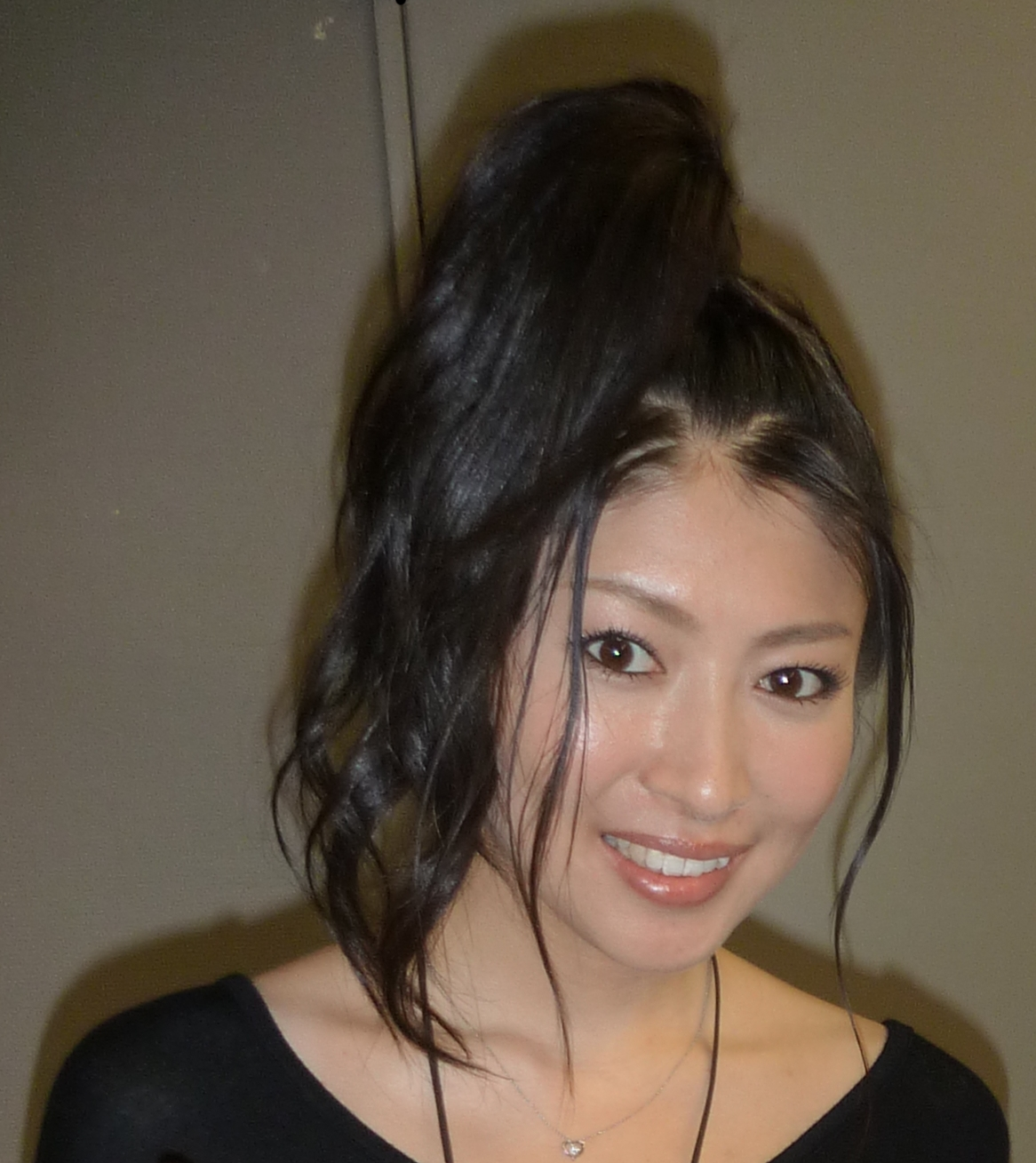
Minori Chihara (2011)

Minori Chihara (jap. 茅原 実里, Chihara Minori, * 18. November 1980 in Utsunomiya, Präfektur Tochigi) ist eine japanische Seiyū und Sängerin, die seit 2004 in zahlreichen Anime-Serien mitspielte und in den letzten Jahren auch verstärkt J-Pop-Musik produziert. Als Sängerin war sie bei King Records und Avex Trax unter Vertrag. Derzeit arbeitet sie für Lantis. Von Fans wird sie häufig auch als Minorin (みのりん) bezeichnet.

## Karriere
Vom April bis zum September 2003 arbeitete sie als Assistentin von Mariko Kōda in der Radiosendung Kōda Mariko no GM, womit sie ihr erstes Debüt vor einem größeren Publikum gab. Parallel dazu gewann sie den ersten Platz im Seiyū Grand Prix Club und erhielt dadurch die Erlaubnis in der Avex Artist Academy zu arbeiten. Ursprünglich sollte nur eine Person aufgenommen werden, die Jury von Avex entschied sich jedoch aufgrund der großen Konkurrenz und dem unerwartet großen Talent der Teilnehmer für die Aufnahme von drei Assistenten. Im Oktober desselben Jahres platzierte sie sich unter den besten vier Finalisten der von Pony Canyon veranstalteten VOICE ARTIST&SINGER AUDITION 「VSオーディション2003」. Den Hauptpreis konnte sie jedoch nicht gewinnen. In einem Interview äußerte sie sich enttäuscht, den Preis nicht gewonnen zu haben und das sie in Zukunft stärker an ihrer Disziplin arbeiten werde, um letztlich ihren Traum zu erfüllen.
Im Jahr 2004 gab sie ihr Debüt mit ihrer ersten Rolle als Seiyū im Anime Tenjo Tenge, wo sie die Rolle Aya Natsume sprach. Im Dezember veröffentlichte sie ihr Album HEROINE unter dem Label King Records und eröffnete ihren privaten Weblog Minorhythm. Im April 2005 begann sie mit der Moderation des Internetradio-Programms Oshiyaberi Yattemasu (おしゃべりやってまーす), dass sie zusammen mit Masaya Onosaka und Miyu Matsuki als Donnerstagsgruppe bestritt. Im Mai begann sie die zwei Radiosendungen Avex presents Chihara Minori no Makenai Radio (avex presents 茅原実里の負けないラジオ) und Avex presents Chihara Minori no Ikenai Radio (avex presents 茅原実里のいけないラジオ) zu moderieren.
Im März 2006 ging ihr Blog minorhythm online. Vom April bis zum September dieses Jahres spielte sie die wohl für sie bedeutsamste Rolle von Yuki Nagato in Die Melancholie der Haruhi Suzumiya. Die Rolle in der überaus erfolgreichen Anime-Fernsehserie verhalf ihr zum Durchbruch und machte sie auch außerhalb Japans bekannt. Noch im Juli wurde die Single Hare Hare Yukai veröffentlicht, die sie zusammen mit Aya Hirano und Yūko Gotō sang und später Goldstatus in Japan (Physisch und Digital) erreichte. Im November erhielt sie zusammen mit Yūko Gotō (Aya Hirano war wegen Krankheit nicht bei der Verleihung) den Radio Kansai Award für Hare Hare Yukai.
Am 24. Januar 2007 veröffentlichte sie die Single Junpaku Sanctuary und beendete damit eine fast zweijährige Pause ihrer eigenen Gesangskarriere. So trat sie am 18. März 2007 auf der Suzumiya Haruhi no Gekisou live auf der Bühne auf und startete im Mai eine Radiosendung die zusammen mit ihrem Blog veröffentlicht wurde. So nannte sich die Sendung Radio Minorhythm, welche jeweils am Mittwoch als Teil des Lantis Internetradios übertragen wurde. Es folgte am 6. Juni die Single Kimi ga Kureta Ano Hi (君がくれたあの日), die den 20. Platz der Oricon-Charts erreichte. Etwa einen Monat später trat sie zusammen mit Aya Hirano und Yūko Gotō vom 29. Juni bis zum 2. Juli auf der Anime Expo 2007 als Ehrengast auf, um gleich eine Woche später auf der Animelo Summer Live 2007 Generation-A aufzutreten. Am 16. August kündigte sie in einem Interview ihr am 24. Oktober veröffentlichtes Album Contact, die Tournee Live welche am 18. November begann und eine Reihe von Musikvideos an. Das Interview wurde auf 115 Werbewänden in ganz Japan übertragen.
Im Jahr 2008 veröffentlichte sie zahlreiche Singles und setzte ihre Karriere als Sängerin fort. So trat sie z. B. bei dem Konzert Dream Stage auf der Francy Frontier Convention in Taipei, Taiwan auf.

## Rollen (Auswahl)

### Anime
| 2004 - Samurai Gun (Ohana) - Tenjo Tenge (Aya Natsume) 2005 - Hametsu no Mars (Aoi Kurita) - Major (Ayane in der zweiten Staffel) 2006 - Lemon Angel Project (Erika Campbell) - Lovedol (Hina Hōjō) - Kyō no Go no Ni (Tsubasa Kawai in den OVAs) - Die Melancholie der Haruhi Suzumiya (Yuki Nagato) - Yōkai Ningen Bem (Mitsuki Kisaragi) 2007 - D.C.II ~Da Capo II~ (Nanaka Shirakawa) - Dragonaut -The Resonance- (Toa) - Ikki Tōsen: Dragon Destiny (Chōhi Ekitoku) - Lucky Star (Minami Iwasaki, sie selbst in Folge 12, als Kellnerin Yuki Nagato in Folge 16) - Major (Ayane in der dritten Staffel) - Minami-ke (Chiaki Minami) - Over Drive (Takeshi Yamatos kleine Schwester) - Shinkyoku Sōkai Polyphonica (Matia Machiya) - Venus Versus Virus (Sumire Takahana) - Wellber no Monogatari – Sisters of Wellber (Rio) | 2008 - D.C.II S.S. ~Da Capo II Second Season~ (Nanaka Shirakawa) - Ga-rei – Zero (Kagura Tsuchimiya) - Ikki Tōsen: Great Guardians (Chōhi Ekitoku) - Lucky Star (Minami Iwasaki in der OVA) - Major (Ayane in der vierten Staffel) - Minami-ke: Okawari (Chiaki Minami) - My-Otome 0~S.ifr~ (Raquel Mayol) - Wellber no Monogatari – Sisters of Wellber (Rio in der zweiten Staffel) - The Tower of Druaga: The Aegis of Uruk (Coopa) 2009 - Minami-ke: Okaeri (Chiaki Minami) - The Tower of Druaga: The Sword of Uruk (Coopa) - Nyorōn Churuya-san (Yuki Nagato) - Suzumiya Haruhi-chan no Yūutsu (Yuki Nagato) 2014 - Nobunaga the Fool (Ichihime Oda) 2018 - Violet Evergarden (Erica Brown) |

### Computerspiele
- Haruhi Suzumiya series as Yuki Nagato:
  - The Promise of Haruhi Suzumiya
  - The Perplexity of Haruhi Suzumiya
  - The Agitation of Haruhi Suzumiya
  - Suzumiya Haruhi no Shinsaku
- Lucky ☆ Star: Ryōō Gakuen Ōtōsai (Minami Iwasaki)
- Mars of Destruction (Kurita Aoi)
- Memories Off #5 encore (Ichijō Akina)
- Tenkuu Danzai Skelter+Heaven (Ayaka Matsumoto)

### Hörspiele
- B-gata H-kei (Kyōka Kanejō)
- Lovedol: Lovely Idol (Hina Hōjō)
- The Melancholy of Haruhi Suzumiya: Sound Around (Yuki Nagato)
- My-HiME Destiny (Mayo Kagura)

### Radiosendungen
- Kōda Mariko no GM (April to September 2003)
- avex presents Chihara Minori no Makenai Radio (Ended)
- avex presents Chihara Minori no Ikenai Radio (Ended)
- SOS Dan Radio Shibu (Ended)
- Oshaberi Yattemasu Thursdays (Graduated)
- Chihara Minori radio minorhythm (Still running)
- Chihara Minori's fans Contact (A&G Super RADIO SHOW 〜AniSuper〜: October 6, 2007 to October 27, 2007)

## Diskografie

### Alben
| Jahr | Titel                                                                  | Höchstplatzierung, Gesamtwochen, AuszeichnungChartsChartplatzierungen (Jahr, Titel, Platzierungen, Wochen, Auszeichnungen, Anmerkungen) | Anmerkungen                              |
| Jahr | Titel                                                                  | JP | Anmerkungen                              |
| ---- | ---------------------------------------------------------------------- | --- | ---------------------------------------- |
| 2004 | Heroine                                                                | — | Erstveröffentlichung: 22. Dezember 2004  |
| 2007 | Contact                                                                | JP11 (5 Wo.)JP | Erstveröffentlichung: 24. Oktober 2007   |
| 2008 | Parade                                                                 | JP16 (7 Wo.)JP | Erstveröffentlichung: 26. November 2008  |
| 2010 | Sing All Love                                                          | JP6 (5 Wo.)JP | Erstveröffentlichung: 17. Februar 2010   |
| 2012 | D-Formation                                                            | JP3 (5 Wo.)JP | Erstveröffentlichung: 29. Februar 2012   |
| 2013 | Minori Chihara B-side Collection                                       | JP29 (2 Wo.)JP | Erstveröffentlichung: 13. März 2013      |
| 2013 | Neo Fantasia                                                           | JP10 (5 Wo.)JP | Erstveröffentlichung: 11. Dezember 2013  |
| 2014 | 茅原実里10周年ベスト・アルバム Sanctuary ～Minori Chihara Best Album～ | JP9 (7 Wo.)JP | Erstveröffentlichung: 10. September 2014 |
| 2015 | Reincarnation                                                          | JP23 (2 Wo.)JP | Erstveröffentlichung: 25. März 2015      |
| 2016 | Innocent Age                                                           | JP11 (4 Wo.)JP | Erstveröffentlichung: 6. April 2016      |
| 2018 | Spiral                                                                 | JP22 (3 Wo.)JP | Erstveröffentlichung: 26. September 2018 |
| 2020 | Sanctuary II ～Minori Chihara Best Album～                             | JP16 (4 Wo.)JP | Erstveröffentlichung: 5. Februar 2020    |
| 2021 | Re:Contact                                                             | JP26 (2 Wo.)JP | Erstveröffentlichung: 18. November 2021  |

### Singles
| Jahr | Titel                                                                            | Höchstplatzierung, Gesamtwochen, AuszeichnungChartsChartplatzierungen (Jahr, Titel, Platzierungen, Wochen, Auszeichnungen, Anmerkungen) | Anmerkungen                             |
| Jahr | Titel                                                                            | JP | Anmerkungen                             |
| ---- | -------------------------------------------------------------------------------- | --- | --------------------------------------- |
| 2005 | Zutto… Isshō/Makenai – Ichizu Version (ずっと...一緒/負けない〜一途バージョン〜) | — | Erstveröffentlichung: 13. Januar 2005   |
| 2007 | Jumpaku Sanctuary (純白サンクチュアリィ)                                         | JP35 (4 Wo.)JP | Erstveröffentlichung: 24. Januar 2007   |
| 2007 | Kimi ga Kureta Ano Hi (君がくれたあの日)                                         | JP20 (4 Wo.)JP | Erstveröffentlichung: 6. Juni 2007      |
| 2008 | Melty tale storage                                                               | JP13 (6 Wo.)JP | Erstveröffentlichung: 26. März 2008     |
| 2008 | Ameagari no Hana yo Sake (雨上がりの花よ咲け)                                    | JP17 (4 Wo.)JP | Erstveröffentlichung: 6. August 2008    |
| 2008 | Paradise Lost                                                                    | JP17 (4 Wo.)JP | Erstveröffentlichung: 5. November 2008  |
| 2009 | Tomorrow’s Chance                                                                | JP12 (4 Wo.)JP | Erstveröffentlichung: 3. Juni 2009      |
| 2009 | Precious One                                                                     | JP5 (5 Wo.)JP | Erstveröffentlichung: 23. Dezember 2009 |
| 2010 | Yasashii Bōkyaku (優しい忘却)                                                    | JP8 (10 Wo.)JP | Erstveröffentlichung: 24. Februar 2010  |
| 2010 | Freedom Dreamer                                                                  | JP9 (4 Wo.)JP | Erstveröffentlichung: 21. Juli 2010     |
| 2010 | Ittōsei (一等星)                                                                 | — | Erstveröffentlichung: 7. August 2010    |
| 2011 | Defection                                                                        | JP15 (4 Wo.)JP | Erstveröffentlichung: 9. Februar 2011   |
| 2011 | Key for Life                                                                     | JP16 (3 Wo.)JP | Erstveröffentlichung: 9. Februar 2011   |
| 2011 | Planet Patrol                                                                    | JP11 (4 Wo.)JP | Erstveröffentlichung: 6. Juli 2011      |
| 2011 | Minorin Ondo (みのりん音頭)                                                      | — | Erstveröffentlichung: 5. August 2011    |
| 2011 | Terminated                                                                       | JP9 (15 Wo.)JP | Erstveröffentlichung: 19. Oktober 2011  |
| 2012 | Celestial Diva                                                                   | JP16 (5 Wo.)JP | Erstveröffentlichung: 21. März 2012     |
| 2012 | Zone//Alone                                                                      | JP6 (13 Wo.)JP | Erstveröffentlichung: 11. Juli 2012     |
| 2012 | Minorin☆Surfing (みのりん☆サーフィン)                                            | — | Erstveröffentlichung: 11. August 2012   |
| 2012 | Self Producer                                                                    | JP11 (6 Wo.)JP | Erstveröffentlichung: 24. Oktober 2012  |
| 2013 | Kono Sekai wa Bokura wo Matteita (この世界は僕らを待っていた)                    | JP14 (7 Wo.)JP | Erstveröffentlichung: 24. April 2013    |
| 2013 | Kyōkai no Kanata (境界の彼方)                                                    | JP11 (12 Wo.)JP | Erstveröffentlichung: 30. Oktober 2013  |
| 2014 | Fool the World                                                                   | JP17 (5 Wo.)JP | Erstveröffentlichung: 26. Februar 2014  |
| 2014 | Mukai Kaze ni Utarenagara (向かい風に打たれながら)                               | JP18 (6 Wo.)JP | Erstveröffentlichung: 23. Juli 2014     |
| 2015 | Aitakatta Sora (会いたかった空)                                                  | JP18 (4 Wo.)JP | Erstveröffentlichung: 22. April 2015    |
| 2015 | Arigatō, Daisuki (ありがとう、だいすき)                                          | JP15 (5 Wo.)JP | Erstveröffentlichung: 24. Juni 2015     |
| 2015 | Koi (恋)                                                                         | JP34 (2 Wo.)JP | Erstveröffentlichung: 18. November 2015 |
| 2018 | Michishirube (みちしるべ)                                                        | JP23 (9 Wo.)JP | Erstveröffentlichung: 31. Januar 2018   |
| 2018 | Remained dream / Hopeful "Soul"                                                  | JP34 (3 Wo.)JP | Erstveröffentlichung: 6. Juni 2018      |
| 2019 | Amy (エイミー)                                                                   | JP28 (9 Wo.)JP | Erstveröffentlichung: 4. September 2019 |
| 2019 | Christmas Night                                                                  | JP48 (2 Wo.)JP | Erstveröffentlichung: 4. Dezember 2019  |

### Singles mit Bezug zu Animes
- Tenjho Tenge Great Disc. 1 (天上天下 Great Disc. 1, 29. September 2004, Tenjo Tenge)
- Angel addict (25. Januar 2006, Lemon Angel Project)
- Smile means love (22. Februar 2006, Lemon Angel Project)
- Hare Hare Yukai (ハレ晴レユカイ, 10. Mai 2006, Die Melancholie der Haruhi Suzumiya, JP: Gold, JP: Gold (Digital))[8]
- Suzumiya Haruhi no Yūutsu Character Song Vol. 2 Yuki Nagato (涼宮ハルヒの憂鬱　キャラクターソング Vol. 2 長門有希, 5. Juli 2006, Die Melancholie der Haruhi Suzumiya)
- LoveLoveLove no Sei na no yo! (のせいなのよ!, 1. November 2006, Lovedol – Lovely Idol)
- Saikyō Pare Parade (最強パレパレード, 22. November 2006, Die Melancholie der Haruhi Suzumiya)
- Candy (bitter&sweet) (6. Dezember 2006, Lovedol – Lovely Idol)
- Seioh Gakuen Kōka Band (聖桜学園校歌バンド, 21. März 2007, Gakuen Utopia Manabi Straight!)
- Only Lonely Rain (21. März 2007, Venus Versus Virus)
- Fragment: Shooting star of the origin (25. Juli 2007, Suika)
- Lucky Star Character Song Vol. 006 Minami Iwasaki (らき☆すた キャラクターソング Vol.006 岩崎みなみ, 26. September 2007, Lucky Star)
- Keikenchi Joshochu☆ (経験値上昇中☆, 24. Oktober 2007, Minami-ke)
- Lucky Star Character Song Vol. 010 Mune Pettan Girls (らき☆すた キャラクターソング Vol.010 胸ぺったんガールズ, 31. Oktober 2007, Lucky Star)
- Colorful Days (カラフルDays, 21. November 2007, Minami-ke)
- Lucky ☆ Star Re-Mix002 (26. Dezember 2007, Lucky Star)
- D.C. II: Da Capo II Vol. 0, 26. Dezember 2007
- Kokoro no Tsubasa (ココロノツバサ, 23. Januar 2008, Minami-ke)
- Sekai ga Yume miru Yume No Naka/Saishuu Mirai o Misete! (世界が夢見るユメノナカ／最終未来を見せて!) (23. Januar 2008,[9])
- Sono Koe ga Kiki Takute (その声が聞きたくて, 6. Februar 2008, Minami-ke)
- D.C. II: Da Capi II Character Song Vol. 3 Nanaka Shirakawa (27. Februar 2008, D. C. – Da Capo)[9]
- Minami-ke Biyori (みなみけ びより, 23. April 2008, Minami-ke)
- 『Suzumiya Haruhi no Gekidō』 Vocal Mini-album (『涼宮ハルヒの激動』ボーカルミニアルバム), 23. Januar 2009